# Нижняя Чуча
Нижняя Чуча (мар. Корольо) — деревня в Новоторъяльском районе Республики Марий Эл. Входит в состав Чуксолинского сельского поселения.

## География
Находится в северо-восточной части республики Марий Эл на расстоянии приблизительно 4 км по прямой на север-северо-восток от районного центра посёлка Новый Торъял.

## История
Упоминается с 1869 года. В то время в деревне в 12 дворах проживали 74 жителя. В 1884 году в 15 дворах насчитывалось 86 жителей, русские и черемисы. В 1999 году насчитывалось 14 домов, числилось 1 фермерское хозяйство. В советское время работали колхозы «У илыш» и имени Кирова.

## Население
Население составляло 39 человек (мари 100 %) в 2002 году, 24 в 2010.